# Амидрор, Яаков
Яаков Амидрор (ивр. יעקב עמידרור‎, род. 15 мая 1948, Тель-Авив) — бывший генерал-майор (алуф) и советник по национальной безопасности Израиля, а также глава исследовательского отдела израильской военной разведки. Он является старшим научным сотрудником фонда Энн и Грега Россхандлер в Иерусалимском институте стратегических исследований, консервативном аналитическом центре по вопросам безопасности. 

## Биография

### Ранние годы и родители
Амидрор родился в Яд-Элияху, Израиль, на следующий день после провозглашения независимости Израиля. Его отец, Лео, вступил в британскую армию во время Второй мировой войны, попал в немецкий плен в Греции, и оставался в плену пять лет. Его мать, Цила, была членом Иргуна, работала в финансовом отделе организации, была арестована британцами в 1941 году и заключена в женскую тюрьму Вифлеема. 

### Военная карьера
Амидрор был призван в Армию обороны Израиля в 1966 году. Он добровольно пошёл десантником в парашютно-десантную бригаду. Он служил солдатом и командиром отряда, воевал в секторе Газа во время Шестидневной войны. Окончив школу кандидатов в офицеры, он стал пехотным офицером и вернулся в парашютно-десантную бригаду в качестве командира взвода. После этого он перешёл в Управление военной разведки и занимал различные должности, в том числе должность регионального бригадного офицера разведки во время Войны на истощение, офицера разведки 162-й дивизии во время Войны Судного дня, офицера разведки Северного военного округа и начальника исследовательского отдела. Амидрор рассматривался в качестве кандидата на пост главы Управления военной разведки, однако его кандидатура была снята после его неоднозначного высказывания: он назвал нерелигиозных израильтян «язычниками, говорящими на иврите». Он стал президентом Колледжа национальной обороны Израиля, прежде чем уйти в отставку с военной службы в 2002 году.

### Политическая карьера
Амидрор был выбран для составления списка кандидатов от религиозной сионистской партии «Еврейский дом» в преддверии выборов в Кнессет 18-го созыва. Амидрор оказался втянутым как в междоусобную борьбу внутри партии, так и в борьбу с конкурирующими правыми фракциями. В частности, он конфликтовал с депутатом Кнессета Ури Ариэлем, называя его «лжецом» и «обманщиком». 
В мае 2011 года он был назначен главой Совета национальной безопасности Израиля и занимал эту должность до ноября 2013 года. 
Будучи советником по национальной безопасности Израиля, он принимал участие в переговорах на высоком уровне с официальными лицами США по иранской ядерной программе и руководил усилиями по восстановлению отношений с Турцией после инцидента у берегов Газы. 
Амидрор считается ястребом в вопросах безопасности. Он написал статью в The New York Times, в которой выступил против Женевского временного соглашения по иранской ядерной программе. Однако он также предупредил в частном порядке, что политика Израиля по созданию поселений изолирует его от международного сообщества. 
В 2014 году Амидрор присоединился к Центру стратегических исследований Бегина-Садата. В 2017 году он стал старшим научным сотрудником имени Энн и Грега Россхандлер в Иерусалимском институте стратегических исследований. 
В 2016 году Амидрор возглавил официальную комиссию, ответственную за разработку рекомендаций по улучшению работы Совета национальной безопасности Израиля и кабинета министров в военное время. 
В июне 2020 года Амидрор предостерёг от плана Нетаньяху по аннексии частей Западного берега реки Иордан.